# Совет министров обороны СНГ

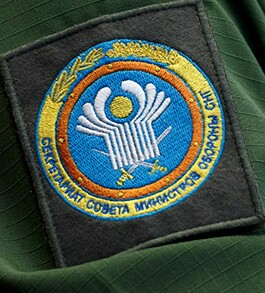
Нарукавный знак секретариата Совета министров обороны Содружества независимых государств

Совет министров обороны Содружества независимых государств — рабочий орган Содружества независимых государств (СНГ), подотчётный совету глав государств СНГ и исполнительному комитету.
Председатель Совета министров обороны СНГ:
- К. П. Морозов — 22 декабря 1991 — 18 мая 1992 года;
- П. С. Грачёв — 18 мая 1992 — 17 июня 1996 года;
- И. Н. Родионов — 17 июля 1996 — 23 мая 1997 года;
- И. Д. Сергеев — 23 мая 1997 — 28 марта 2001 года;
- С. Б. Иванов — 28 марта 2001 — 15 февраля 2007 года;
- А. Э. Сердюков — 15 февраля 2007 — 7 мая 2012 года;
- С. К. Шойгу — 11 декабря 2012 — 3 июля 2024
- А. Р. Белоусов — 3 июля 2024 — н. в.

## Члены Совета
| Государство | Представитель       | Звание            | Полномочия с    |
| ----------- | ------------------- | ----------------- | --------------- |
| Азербайджан | Закир Гасанов       | генерал-полковник | 22 октября 2013 |
| Армения     | Сурен Папикян       |                   | 15 ноября 2021  |
| Беларусь    | Виктор Хренин       | генерал-лейтенант | 20 января 2020  |
| Казахстан   | Руслан Жаксылыков   | генерал-полковник | 19 января 2022  |
| Кыргызстан  | Бактыбек Бекболотов | генерал-лейтенант | 6 сентября 2021 |
| Россия      | Андрей Белоусов     |                   | 12 мая 2024     |
| Таджикистан | Шерали Мирзо        | генерал-полковник | 20 ноября 2013  |
| Узбекистан  | Баходир Курбанов    | генерал-лейтенант | 11 февраля 2019 |

### Наблюдатели
| Государство  | Представитель     | Звания            | Полномочия с    |
| ------------ | ----------------- | ----------------- | --------------- |
| Молдова      | Анатолий Носатый  |                   | 6 августа 2021  |
| Туркменистан | Бегенч Гундогдыев | генерал-лейтенант | 14 августа 2018 |